# Ženski vaterpolo klub Partizan Beograd
Ženski vaterpolo klub Partizan, vaterpolski klub iz Beograda, Srbija. Osnovan je 2009. godine i jedan je od udruženih klubova u JSD Partizan. Domaće utakmice igra na Banjici. Osvojio je Kup Srbije 2012./13. Trener kluba je Aleksandar Krstonošić.

## Vanjske poveznice
- O klubu na srbijasport.net